# Annabella Piugattuk
Annabella Piugattuk (Inuktitut ᐊᓐᓈᐅᓚ ᐱᐅᒐᑦᑐᒃ, * 19. Dezember 1982 in Frobisher-Bucht, Iqaluit, Nunavut, Kanada) ist eine kanadische Inuit-Schauspielerin. Sie ist vor allem für ihre Rolle als Kanaalaq im Survival-Drama The Snow Walker – Wettlauf mit dem Tod bekannt.

## Leben
Annabella Piugattuk wuchs mit ihren vier Brüdern und ihrer jüngeren Schwester in Igloolik auf, einem Dorf in Nunavut. Während ihrer Kindheit lernte sie die Inuit-Kultur durch ihren Großvater kennen, der sie auch mit deren Jagd- und Überlebenstechniken vertraut machte. Nach ersten Schauspielerfahrungen auf Schulniveau, bewarb sich Piugattuk im Alter von 19 Jahren bei Casting-Scouts, die in ihrer Heimatstadt nach Schauspielern für den Film The Snow Walker – Wettlauf mit dem Tod suchten. Casting-Direktor Jared Valentine führte Piugattuk und fünf weitere Halbfinalisten für Screen-Tests nach Vancouver, wo sie trotz ihrer geringen Körpergröße von 152 cm engagiert wurde.
In diesem Film verkörperte Piugattuk die Figur von Kanaalaq, einer jungen Inuit-Frau, die einem kanadischen Buschpiloten hilft, die harten Bedingungen der Nordwest-Territorien Kanadas nach einem Flugzeugabsturz zu überleben. Für ihre Rolle griff sie auf Erfahrungswerte zurück, die sie von ihrem Großvater gelernt hatte. Wie ihre Rolle ist Annabella eine Inuit-Kehlsängerin und kann aus Karibuhäuten fischen, Robben und Walrosse jagen und Kleidung herstellen. Piugattuk erhielt für ihre Rolle in The Snow Walker – Wettlauf mit dem Tod eine Nominierung der Genie Awards als beste Nebendarstellerin im Jahr 2004. Im Jahr 2005 trat Annabella in der TV-Miniserie Into the West als Dancing Water auf.
Annabella lebt in Iqaluit, Nunavut.

## Filmografie
- The Snow Walker – Wettlauf mit dem Tod (2003)
- Make the Movie Live the Movie (2004)
- Into the West (2005)
- Hunt (2012)